# Stephanie Storp
Stephanie Storp, född den 28 november 1968 i Braunschweig, är en tysk före detta friidrottare som tävlade i kulstötning.
Storps främsta merit är att hon blev bronsmedaljör vid VM 1997 i Aten efter en stöt på 19,22 meter. Hon var dessförinnan i final i fyra raka VM (1987–1995) och hennes bästa resultat var en sjätte plats från VM i Stuttgart 1993. 
Inomhus blev hon silvermedaljör vid VM 1993. Hon var även fyra vid tre tillfällen (1989, 1991 och 1997). Dessutom vann hon EM-guld inomhus 1989.

## Personligt rekord
- Kulstötning - 20,34